# Christian Halten
Christian Halten (* 1970 in Essen) ist ein deutscher Filmmusik-Komponist.

## Leben
Christian Halten komponierte seine erste Filmmusik im Alter von 17 Jahren zum mehrfach ausgezeichneten Dokumentarfilm Moraig von Regisseur Bernhard Pack. Durch ihn wurde er mit Filmdramaturgie, Schnitt und Postproduktion vertraut. Nach seinem Studium Filmmusik und Sounddesign an der Filmakademie Baden-Württemberg erhielt Halten ein Stipendium von der Landesstiftung Baden-Württemberg, das ihn nach Los Angeles führte. Dort wirkte er als Mitglied im Produktionsteam von Henning Lohner und Hans Zimmer an den Soundtracks von Catwoman und The Ring 2 mit.
Nach seiner Rückkehr richtete er sein neues Studio SKYLIFE für Filmmusikproduktion in Berlin ein, wo er Musik zu Kinofilmen wie Double Take, Die Geschichte vom Astronauten und Liebmann beisteuerte. Ferner entwickelte er als Audio Director für das Videospiel Arcania dynamische akustische und musikalische Konzepte und leitete ein kleines Sound Design/Foley Artist Team.
Für die Produktion der Raumklang DVD-Audio „Off Space“ wurde Christian Halten bei den Surround Music Awards in Los Angeles für den Horizon-Award nominiert. Zusammen mit Eric Mootz konzipierte Halten die Audiosoftware SampleRobot, die auf der Musikmesse Frankfurt 2006 den Sonderpreis Innovation gewann. Die Besonderheit der Software ist es, dass mit ihr automatisch Klangfragmente eines akustischen oder elektronischen Instruments, sog. Samples und Multisamples, erzeugt werden können. Das so digitalisierte Instrument kann dann über einen Sampler gespielt werden.
Für die Apps „Marvellous Movie Sound“ und „Buchla Easel Remote Control“ arbeitete Halten als Kreativdirektor und Projektmanager. Dem Nachfolger des Zauberwürfels, dem Rubik’s Futuro Cube, der viele neue Funktionen wie unterschiedliche Sensoren, Lichtsteuerung und Klang- und Musikausgabe beinhaltet, verleiht Christian Halten die deutsche Stimme.
Im Jahr 2016 startet er eine Zusammenarbeit mit dem IRCAM in Paris. Zusammen mit Frederick Rousseau kümmert er sich um die Umsetzung der Stimmgerätsoftware „The Snail“ in App-Form.
Christian Halten unterrichtet an der Filmakademie Baden-Württemberg, beim Atelier Ludwigsburg-Paris und an der Filmuniversität in Babelsberg.
Von 2006 bis 2009 war er in der Auswahljury für „Jugend komponiert“ beim Landesverband Baden-Württemberg. 2007 gehörte er zur Jury für den Kurzfilm-Musikpreis beim Internationalen Filmfest Braunschweig „Der Leo“.